# Карпус Борис Сергійович
Карпус Борис Сергійович (нар. 1 жовтня 1983 року, місто Нововолинська, Волинська область, Україна) – громадський діяч, політик, підприємець. З листопада 2020 року обіймає посаду Нововолинського міського голови. Стипендіат премії ім. Ленні Кіркланда у 2010-2011 рр.

## Життєпис
У 2005 р. закінчив Тернопільську академію народного господарства за спеціальністю економіка підприємств промислової галузі, отримав кваліфікаційний рівень магістр.
Стипендіат премії ім. Ленні Кіркланда 2010-2011 р.р. Тема наукової роботи: «Стратегічне планування розвитку територій: досвід Польщі – можливості та виклики для України»

### Експертна діяльність
У 2016 році був учасником експертної групи з розробки «Стратегічного плану розвитку міста Володимир-Волинського». За сприяння Програми USAID.РАДА організував тренінги для активістів міст Нововолинськ, Володимир-Волинський, Іваничівського, Володимир-Волинського та Любомльського районів. Був менеджером з тренінгів проєкту Волинської обласної ради «Створення інноваційного механізму залучення позабюджетних коштів у розвиток територіальних громад Волинської області».

### Краща історія незламності та співдії у громаді під час війни
Нововолинський міський голова Борис Карпус отримав від Віталія Кличка, голови Асоціації міст України та мера столиці нагороду - гран-прі – у номінації «Краща історія незламності та співдії у громаді під час війни»
Від початку повномасштабного вторгнення Нововолинська громада прийняла понад 15 тисяч ВПО. Близько 50 тисяч переселенців проїхали через Нововолинськ, коли втікали від війни зі східних, північних і південних областей України. 